# Ramin Mehrabani
Ramin Mehrabani Azar (18 de febrer de 1986) és un ciclista iranià que fou professional del 2010 al 2015.
Durant la disputa de l'International Presidency Tour de 2011 va donar positiu per metenolona. Va ser suspès durant dos anys, fins al 29 de juny de 2013.

## Palmarès
- 2009
  - Vencedor d'una etapa al Tour de l'Azerbaidjan
- 2010
  - 1r al Milad De Nour Tour i vencedor d'una etapa
- 2014
  - Vencedor d'una etapa a la Volta al Singkarak